# 我就是這麼快樂
《我就是這麼快樂》是台灣歌手許茹芸的首張粵語EP，於1999年11月23日在香港發行。

## 專輯簡介
許茹芸首張粵語EP，收錄五首粵語歌曲、三首國語歌。

五首粵語歌曲，主打歌「頭髮」即「我就是這麼快樂」改填粵語詞，也是作為洗髮精的廣告曲；

而二主打「像貓的女人」則是「痞子」的粵語版，其餘三首粵語歌則是原創歌曲。

另外三首國語歌，則是從《真愛無敵》專輯中選錄過來的。

## 曲目
1、頭髮（Head & Shoulds最新電視廣告主題曲）
曲：余永錦；詞：梁芷珊；編曲：安棟；製作人：Pepsi Beast/Gary Chan
原曲：許茹芸 的「我就是這麼快樂」
2、像貓的女人（香港電訊『Hello Kitty傾心細語電話』推介歌）
曲：黃韻仁；詞：梁芷珊；編曲：黃中/黃韻仁；製作人：黃怡/Gary Chan
原曲：許茹芸 的「痞子」
3、投資感情
曲：馮穎琪；詞：李敏；編曲：郭熾賢；製作人：Kit Tsoi
4、解脫
曲：徐繼宗；詞：簡寧；編曲：蘇德華；製作人：Kit Tsoi
5、戒煙
曲：張兆鴻；詞：張美賢；編曲：張兆鴻；製作人：Kit Tsoi
6、真愛無敵（國語）
曲：李宗盛；詞：李宗盛；編曲：Mac Chew；製作人：李宗盛
7、恆星 feat.蘇永康（國語）
曲：劉天健；詞：施人誠；編曲：屠穎；製作人：劉天健/徐德昌/黃怡
8、我就是這麼快樂（國語）
曲：余永錦；詞：許常德；編曲：安棟；製作人：Pepsi Beast

## 音樂錄影帶
1、頭髮（首波主打）

導演：林錦和
2、像貓的女人（第二波主打）

3、投資感情（第三波主打）

導演：鄺永康
4、真愛無敵

導演：林錦和

5、恆星
導演：黃中平

6、我就是這麼快樂
導演：林錦和